# Aphyosemion hera
Aphyosemion hera е вид лъчеперка от семейство Nothobranchiidae.

## Разпространение
Видът е разпространен в Габон.

## Описание
На дължина достигат до 3,1 cm.